# 帕尔扎克
帕尔扎克（法語：Parzac，法語發音：[paʁzak]）是法国夏朗德省的一个市镇，属于孔福朗区。

## 地理
帕尔扎克（45°55'59"N, 0°24'59"E）面积11.38 平方千米，位于法国新阿基坦大区夏朗德省，该省份为法国西部内陆省份，北起德塞夫勒省和维埃纳省，东临上维埃纳省，东南至多尔多涅省，南至多爾多涅省，西接滨海夏朗德省。
与帕尔扎克接壤的市镇（或旧市镇、城区）包括：索内特河畔博略、塞勒弗鲁安、勒格朗马迪约、圣克洛、蒂尔贡。

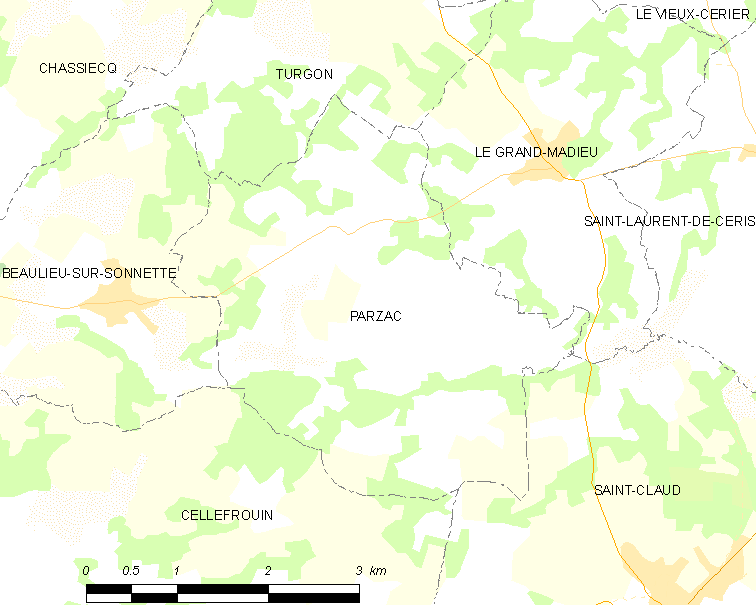
帕尔扎克的OSM定位图

帕尔扎克的时区为UTC+01:00、UTC+02:00（夏令时）。

## 行政
帕尔扎克的邮政编码为16450，INSEE市镇编码为16255。

## 政治
帕尔扎克所属的省级选区为夏朗德-博尼约尔县。

## 人口

1962-2008年间帕尔扎克人口变化图示

帕尔扎克于2022年1月1日时的人口数量为141人。